# Georges Poivilliers
Georges Poivilliers, né le 15 mai 1892 à Draché (Indre-et-Loire) et mort le 9 mars 1968 à Neuilly-sur-Seine (Hauts-de-Seine), est un ingénieur géographe français reconnu pour ses contributions majeures à la photogrammétrie aérienne.
Il fut membre de l'académie de sciences et Président de l'académie des sciences en 1964.
Il fut directeur de l’École Centrale de 1952 à 1962.

## Biographie
Fils d'instituteurs, Georges Poivilliers intègre l'École centrale des arts et manufactures en 1913. Mobilisé durant la Première Guerre mondiale de 1914 à 1918, il reprend ses études à l'École centrale de 1919 à 1921. Il suit ensuite des cours de géodésie et d'astronomie de position au Service géographique de l'Armée en tant qu'auditeur civil entre 1921 et 1922.
De 1922 à 1926, il travaille comme ingénieur pour la Société du cadastre et de topographie, puis collabore scientifiquement avec le Service géographique de l'Armée de 1926 à 1939. En 1937, il devient maître de conférences au Conservatoire national des arts et métiers (CNAM), où il développe un enseignement supérieur de la photogrammétrie.

## Travaux et réalisations
Georges Poivilliers est considéré comme un pionnier de la photogrammétrie aérienne. Il conçoit des appareils de prise de vues aériennes et de restitution permettant l'exploitation directe de clichés pris dans des conditions variées. Ses travaux ont grandement contribué à l'établissement rapide de cartes précises du territoire français.
Parmi ses inventions notables figure le stéréotopographe, un appareil de restitution stéréoscopique utilisé pour la cartographie.
C'est un des tous premiers appareils qui permettait la restitution directe des courbes de niveau à partir de clichés aériens, facilitant la cartographie topographique.

## Distinctions et affiliations
Élu membre de l'Académie des sciences en 1946, Georges Poivilliers en assure la présidence en 1964. Il est membre du Bureau des longitudes, vice-président de la Société de topographie de la France et président de la Société française de photogrammétrie et télédétection.